# Саид Хусејиновић
Саид Хусејиновић (Зворник, 13. мај 1988) босанскохерцеговачки је фудбалер. Игра на позицији везног играча, а тренутно наступа за Тузла Сити у Премијер лиги БиХ.

## Каријера

### Клуб
Хусејиновић је фудбалску каријеру започео у тузланској Слободи, а за први тим је дебитовао са 17 година. Добре игре довеле су га до тога да постане и најмлађи капитен екипе са Тушња. Први су га запазили скаути београдског Партизана, али до трансфера у Београд није дошло.
Дана 1. јула 2008. службено је објављено како је Слобода продала Хусејиновића немачком клубу Вердеру из Бремена за 900.000 евра. За клуб је одиграо десет утакмица у Бундеслиги. Током 2009. године био је на позајмици у Кајзерслаутерну током летњег дела сезоне.
Након неуспеха у Немачкој и мале минутаже коју је имао, раскинуо је уговор са Вердером 16. марта 2012. и вратио се у БиХ. Потписао је нови уговор са фудбалским клубом Сарајево. Одличним играма постао је љубимац навијача клуба. Најбољу утакмицу је одиграо у Лиги Европе, када је постигао два поготка против бугарског Левског из Софије за коначну победу резултатом 3:1. Крајем децембра 2012. био је близу потписивања уговора са ЦСКА Софијом, али уместо тога потписао је за загребачки Динамо почетком јануара 2013. У октобру 2013. године, повредио се на утакмици против Сплита. Није могао да игра до маја 2014. године. Након повреде, 2015. године био је позајмљен Локомотиви Загреб. Кратко време током 2016. године играо је за други тим Динама из Загреба.
Након незадовољства због мале минутаже коју је добијао у Динаму, Хусејиновић је потписао уговор са некадашњим клубом ФК Сарајево. Из клуба је отишао после две године, тачније 2018. године.
Дана 1. јула 2018. Хусејиновић је потписао уговор са Слободом из Тузле. Напустио је клуб 15. јуна 2019. године након што му је истекао уговор. Током свог боравка у Слободи, био је један од најбољих играча клуба током сезоне 2018/19, а такође је био и један од играча са највише одиграних утакмица. Играо је на 29 лигашких утакмица, док је на 31 утакмици у свим такмичењима (укључујући лигу), постигао укупно три гола.
Хусејиновић је 17. јуна 2019. године потписао трогодишњи уговор са Тузлом Сити. Званично је дебитовао за нови тим 20. јула 2019, победом у гостима са 5:1 против Звијезде 09. Свој први погодак је постигао у лигашком мечу 15. септембра 2019, када је Тузла Сити победио у гостима Широки Бријег (резултат 3:1).

### Репрезентација
Играо је за младу репрезентацију Босне и Херцеговине. За сениорску репрезентацију Босне и Херцеговине одиграо је две утакмице, као и један незваничан меч који ФИФА не признаје. Дебитовао је 26. марта 2008. против БЈР Македоније, а другу утакмицу одиграо је 20. августа 2008. против Бугарске.

## Статистика каријере

### Клуб
Ажурирано 9. новембра 2019.
| Клуб                     | Сезона          | Лига                              | Лига | Лига | Куп | Куп | Европа | Европа | Друго | Друго | Укупно | Укупно |
| Клуб                     | Сезона          | Првенство                         | Ута  | Гол  | Ута | Гол | Ута    | Гол    | Ута   | Гол   | Ута    | Гол    |
| ------------------------ | --------------- | --------------------------------- | ---- | ---- | --- | --- | ------ | ------ | ----- | ----- | ------ | ------ |
| Вердер Бремен            | 2008/09         | Бундеслига                        | 3    | 0    | 0   | 0   | —      | —      | 0     | 0     | 3      | 0      |
| Вердер Бремен            | 2009/10         | Бундеслига                        | 3    | 0    | 0   | 0   | —      | —      | 0     | 0     | 3      | 0      |
| Вердер Бремен            | 2010/11         | Бундеслига                        | 4    | 0    | 0   | 0   | —      | —      | 0     | 0     | 4      | 0      |
| Вердер Бремен            | Укупно          | Укупно                            | 10   | 0    | 0   | 0   | —      | —      | 0     | 0     | 10     | 0      |
| Кајзерслаутерн (поз.)    | 2008/09         | Друга Бундеслига Немачке          | 4    | 0    | 0   | 0   | —      | —      | —     | —     | 4      | 0      |
| Сарајево                 | 2011/12         | Премијер лига Босне и Херцеговине | 8    | 4    | 0   | 0   | —      | —      | 0     | 0     | 8      | 4      |
| Сарајево                 | 2012/13         | Премијер лига Босне и Херцеговине | 15   | 3    | 3   | 0   | —      | —      | 6     | 2     | 24     | 5      |
| Сарајево                 | Укупно          | Укупно                            | 23   | 7    | 3   | 0   | —      | —      | 6     | 2     | 32     | 9      |
| Динамо Загреб            | 2012/13         | Прва лига Хрватске                | 10   | 2    | 0   | 0   | 0      | 0      | 0     | 0     | 10     | 2      |
| Динамо Загреб            | 2013/14         | Прва лига Хрватске                | 12   | 1    | 2   | 0   | 1      | 0      | 7     | 0     | 22     | 1      |
| Динамо Загреб            | 2014/15         | Прва лига Хрватске                | 0    | 0    | 0   | 0   | 0      | 0      | 0     | 0     | 0      | 0      |
| Динамо Загреб            | 2015/16         | Прва лига Хрватске                | 2    | 0    | 0   | 0   | 0      | 0      | 0     | 0     | 2      | 0      |
| Динамо Загреб            | Укупно          | Укупно                            | 24   | 3    | 2   | 0   | 1      | 0      | 7     | 0     | 34     | 3      |
| Локомотива Загреб (поз.) | 2015/16         | Прва лига Хрватске                | 3    | 0    | 1   | 1   | —      | —      | 0     | 0     | 4      | 1      |
| Динамо Загреб II         | 2015/16         | Друга лига Хрватске               | 2    | 0    | 0   | 0   | —      | —      | —     | —     | 2      | 0      |
| Сарајево                 | 2016/17         | Премијер лига Босне и Херцеговине | 9    | 1    | 6   | 2   | —      | —      | —     | —     | 15     | 3      |
| Сарајево                 | 2017/18         | Премијер лига Босне и Херцеговине | 5    | 1    | 0   | 0   | —      | —      | 0     | 0     | 5      | 1      |
| Сарајево                 | Укупно          | Укупно                            | 14   | 2    | 6   | 2   | —      | —      | 0     | 0     | 20     | 4      |
| Слобода Тузла            | 2018/19         | Премијер лига Босне и Херцеговине | 29   | 3    | 2   | 0   | –      | –      | –     | –     | 31     | 3      |
| Тузла Сити               | 2019/20         | Премијер лига Босне и Херцеговине | 15   | 1    | 0   | 0   | –      | –      | –     | –     | 15     | 1      |
| Каријера укупно          | Каријера укупно | Каријера укупно                   | 124  | 16   | 14  | 3   | 1      | 0      | 13    | 2     | 150    | 21     |

### Репрезентација
Ажурирано 28. новембра 2019.
| Тим                 | Година | Ута | Гол |
| ------------------- | ------ | --- | --- |
| Босна и Херцеговина |        |     |     |
| 2007                | 2      | 0   |     |
| Укупно              | Укупно | 2   | 0   |

## Трофеји

### Клуб
Вердер Бремен
- Куп Немачке (1): 2008/09.

Динамо Загреб
- Прва лига Хрватске (4): 2012/13, 2013/14, 2014/15, 2015/16.
- Куп Хрватске (2): 2014/15, 2015/16.
- Суперкуп Хрватске (1): 2013.